# محمد عبد الرحمن (مذيع)
محمد عبد الرحمن هو مذيع مصري سابق في سي إن بي سي عربية التي قدم فيها عدة برامج أهمها «الحصيلة» و«بالأخضر». استقال في يناير 2014 من سي إن بي سي عربية.

## أعماله
- الحصيلة
- بالأخضر
- نبض اليوم (... -يناير 2014)